# Mussolet de Parker
El mussolet de Parker (Glaucidium parkeri) és una espècie d'ocell de la família dels estrígids (Strigidae). Habita els boscos dels Andes a Equador i centre del Perú. El seu estat de conservació es considera de risc mínim.